# 汤世英
汤世英（1934年3月6日—2020年10月17日），中华人民共和国浙江省镇海县人，中共党员。中国人民大学教授，主讲新闻采访与写作 。

## 生平
1956年毕业于上海复旦大学新闻系；
1956年9月至1970年12月任中国人民大学新闻系助教；1970年12月起在北京大学工作；
1978年8月~1995年9月在中国人民大学新闻系工作，后任教授、新闻采访与写作教研室主任。

## 出版作品
- 《新闻通讯写作》[4]
- 《中外新闻作品研究》[5]